# Den nationnale winsten

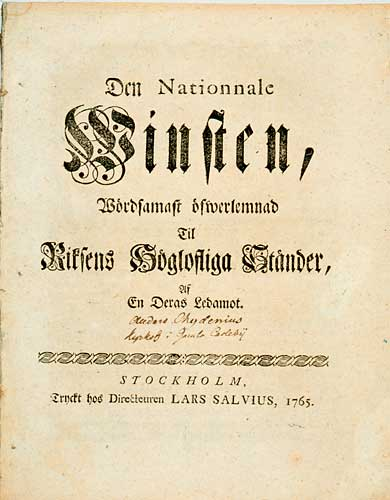
Framsidan av den första utgåvan av Den Nationnale Winsten.

Den nationnale winsten är en skrift av Anders Chydenius, utgiven 1765. I boken argumenterar han för frihandelsrättigheter för Österbotten och framför de grundläggande principerna för liberalism och marknadsekonomi, däribland handels- och näringsfrihet, elva år före Adam Smith i Nationernas välstånd (1776). Boken innehåller även en beskrivning av vad Smith senare kom att benämna "den osynliga handen".
I skriften opponerar sig Chydenius mot merkantilismen. Det största felet med merkantilsystemet låg enligt Chydenius i att det lät en del privilegierade samhällsmedlemmar sko sig på andras bekostnad. En sådan samhällsordning uppammade hos somliga klasser övermod och förtryck, medan den hos de andra dödade all flit. I den enskildes frihet fann han en ny kompass, som han uttrycker det, bättre att styra efter än den gamla: "Naturen själv visar, att intet annat än frihet och människokärlek äro de rätta byggningsämnen, som giva samhällen styrka och anseende."